# Sandra Morán
Sandra Morán Reyes (ur. 29 kwietnia 1960 w Gwatemali) – gwatemalska polityczka. W latach 2016–2020 deputowana Kongresu Republiki Gwatemali jako pierwsza osoba LGBT w gwatemalskim parlamencie.

## Życiorys

### Młodość, edukacja i kariera zawodowa
Morán urodziła się 29 kwietnia 1960 i wychowała w Gwatemali. W wieku 18 lat zaczęła studiować na Universidad de San Carlos de Guatemala, a rok później dołączyła do Ejército Guerrillero de los Pobres.
Od października 1981 do 1994 roku żyła na uchodźstwie w Meksyku, Nikaragui (od 1986 roku) oraz w Kanadzie. Po powrocie do kraju pracowała jako koordynatorka jednej z organizacji walczącej o prawa kobiet, która nadzorowała wątki kobiece w rozejmie, którego podpisanie zakończyło wojnę domową w Gwatemali. Pracowała w kolektywie zrzeszającym kobiety żyjące na uchodźstwie „Nuestra Voz”, lesbijskiej organizacji „Mujeres Somos” oraz w „Colectivo Artesana”. Od 2008 roku pracowała, prowadząc warsztaty artystyczne w więzieniu Santa Teresita.

### Działalność polityczna
W czasie życia na uchodźstwie pozostawała członkinią Gwatemalskiego Zjednoczenia Narodowo-Rewolucyjnego.
Z powodzeniem kandydowała w wyborach parlamentarnych w Gwatemali w 2015 roku z ramienia partii Convergencia, zdobywając jeden z trzech mandatów przypadłych partii. Uzyskała około 32 000 głosów. Została pierwszą osobą LGBT w gwatemalskim parlamencie. W parlamencie była członkinią Komisji ds. młodzieży i rodziny oraz Komisji ds. praw człowieka. Była przewodniczącą Komisji ds. osób z niepełnosprawnością oraz wiceprzewodniczącą Komisji ds. ochrony konsumenckiej.
W maju 2019 roku ogłosiła, że nie będzie ubiegać się o reelekcję.

### Pozostała działalność
Od 14 roku życia angażowała się w działania na rzecz praw człowieka.
W 1995 roku współzałożyła pierwszą lesbijską organizację w kraju, a w 1998 była organizatorką pierwszej parady równości w Gwatemali.

### Życie prywatne
Jest lesbijką; dokonała coming outu po powrocie do Gwatemali. Deklaruje się jako feministka.